# Hyphessobrycon

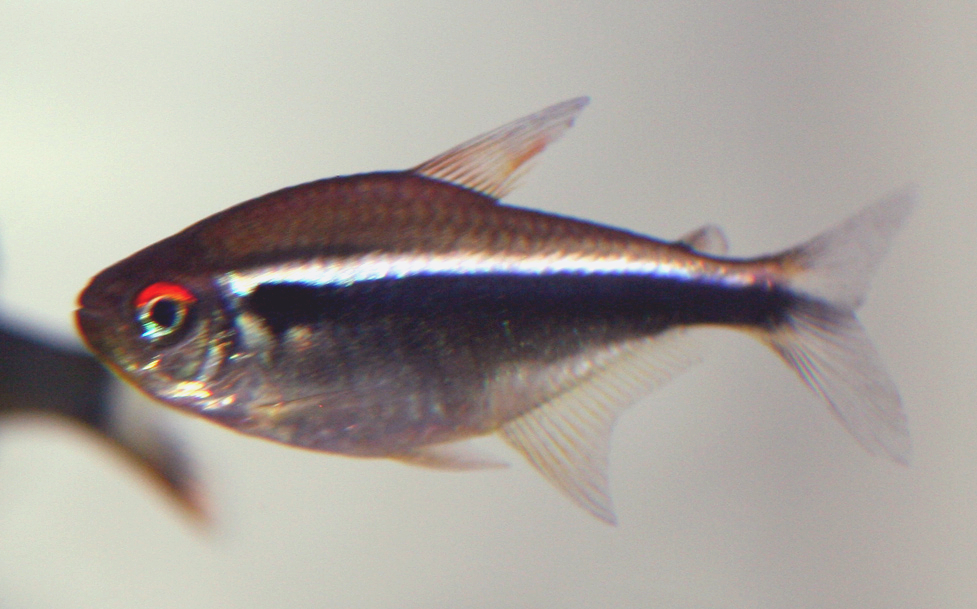
Hyphessobrycon herbertaxelrodi

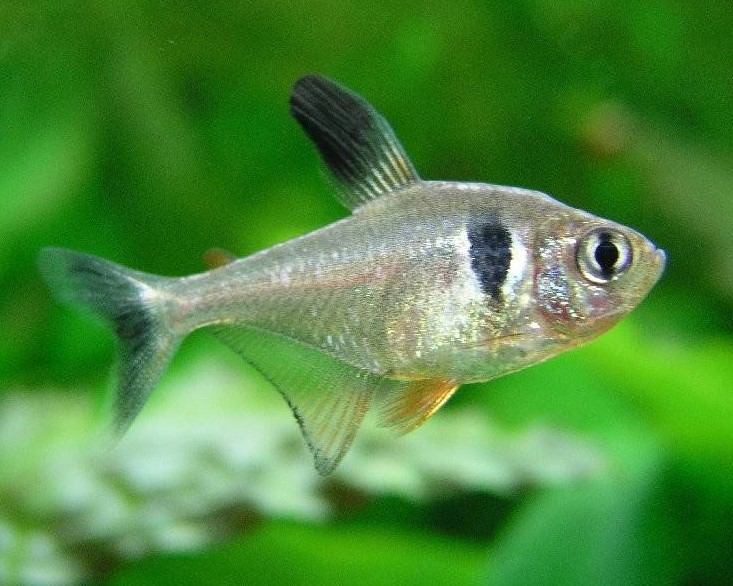
Hyphessobrycon megalopterus

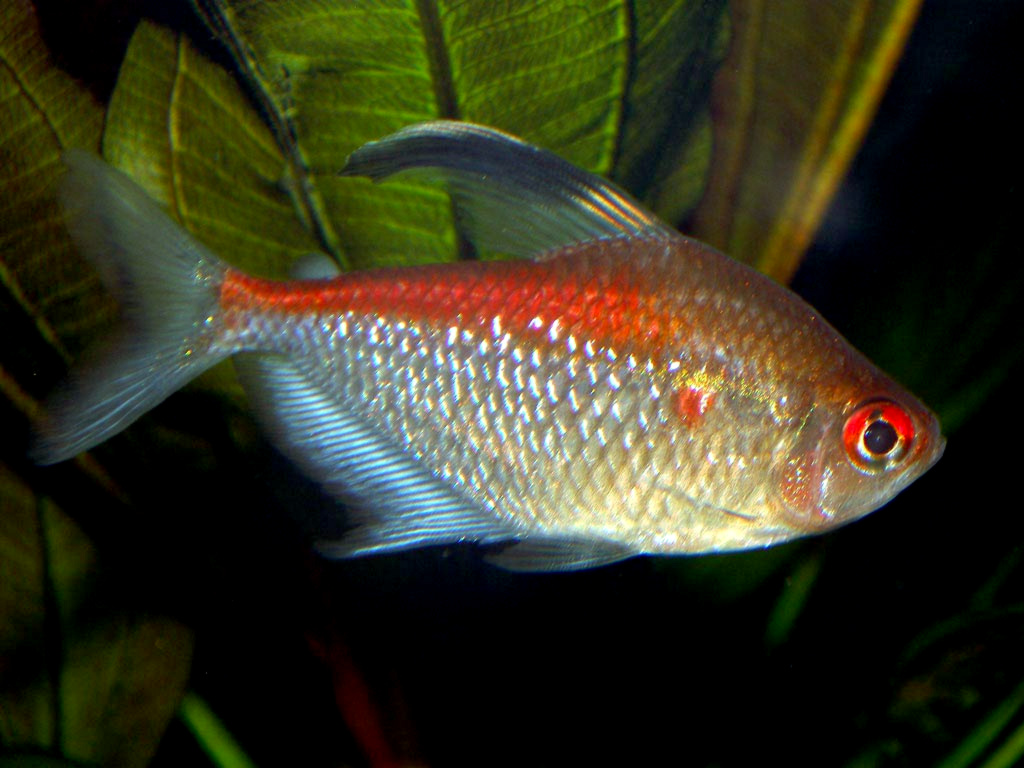
Hyphessobrycon pyrrhonotus

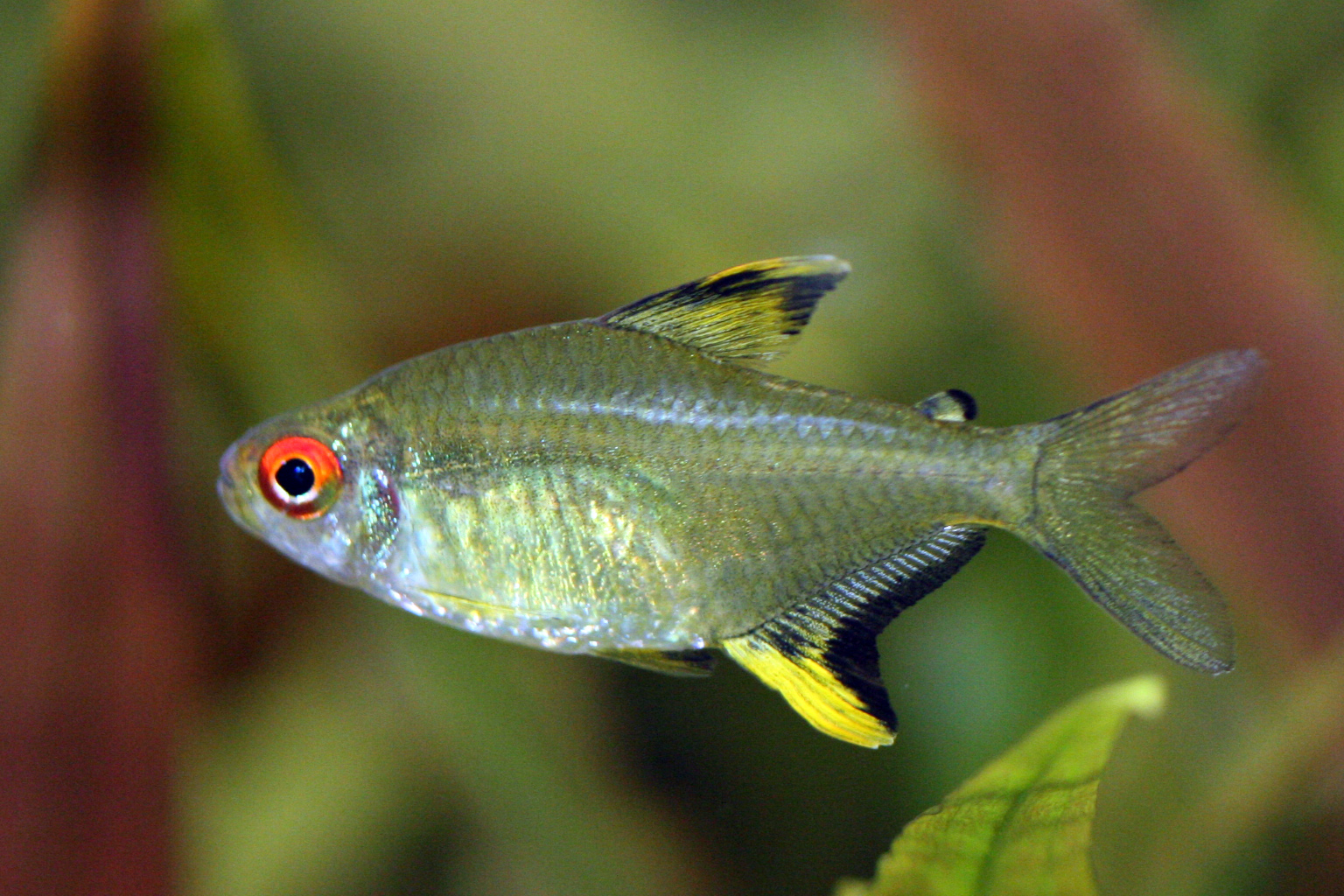
Hyphessobrycon pulchripinnis

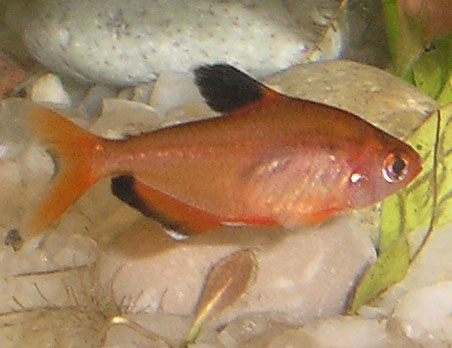
Hyphessobrycon eques

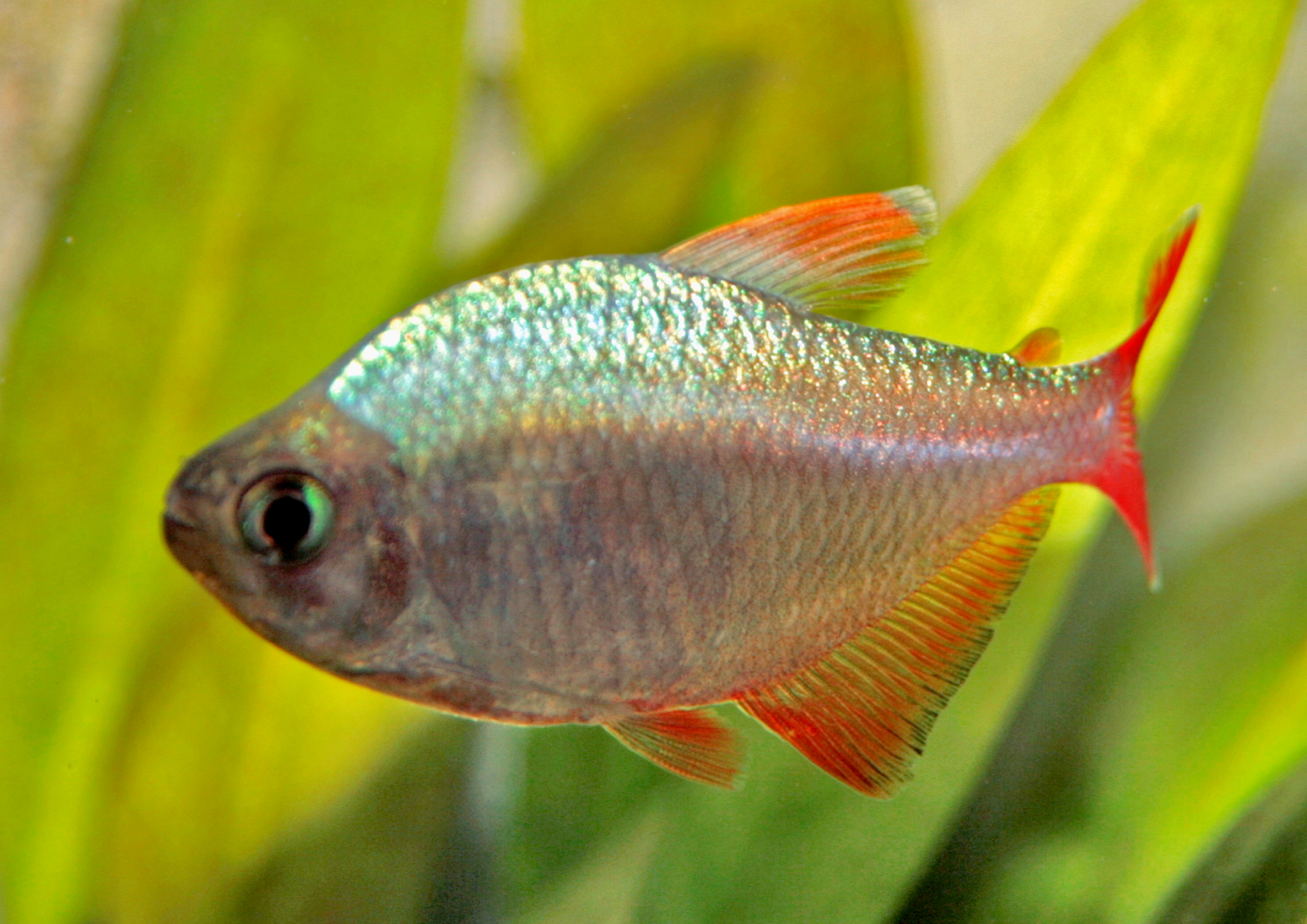
Hyphessobrycon columbianus

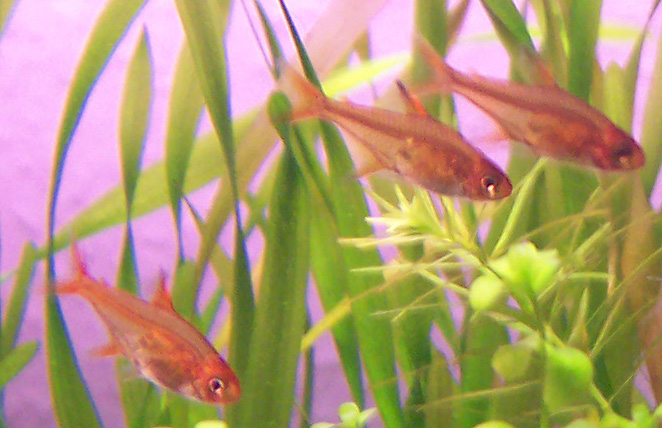
Hyphessobrycon amandae

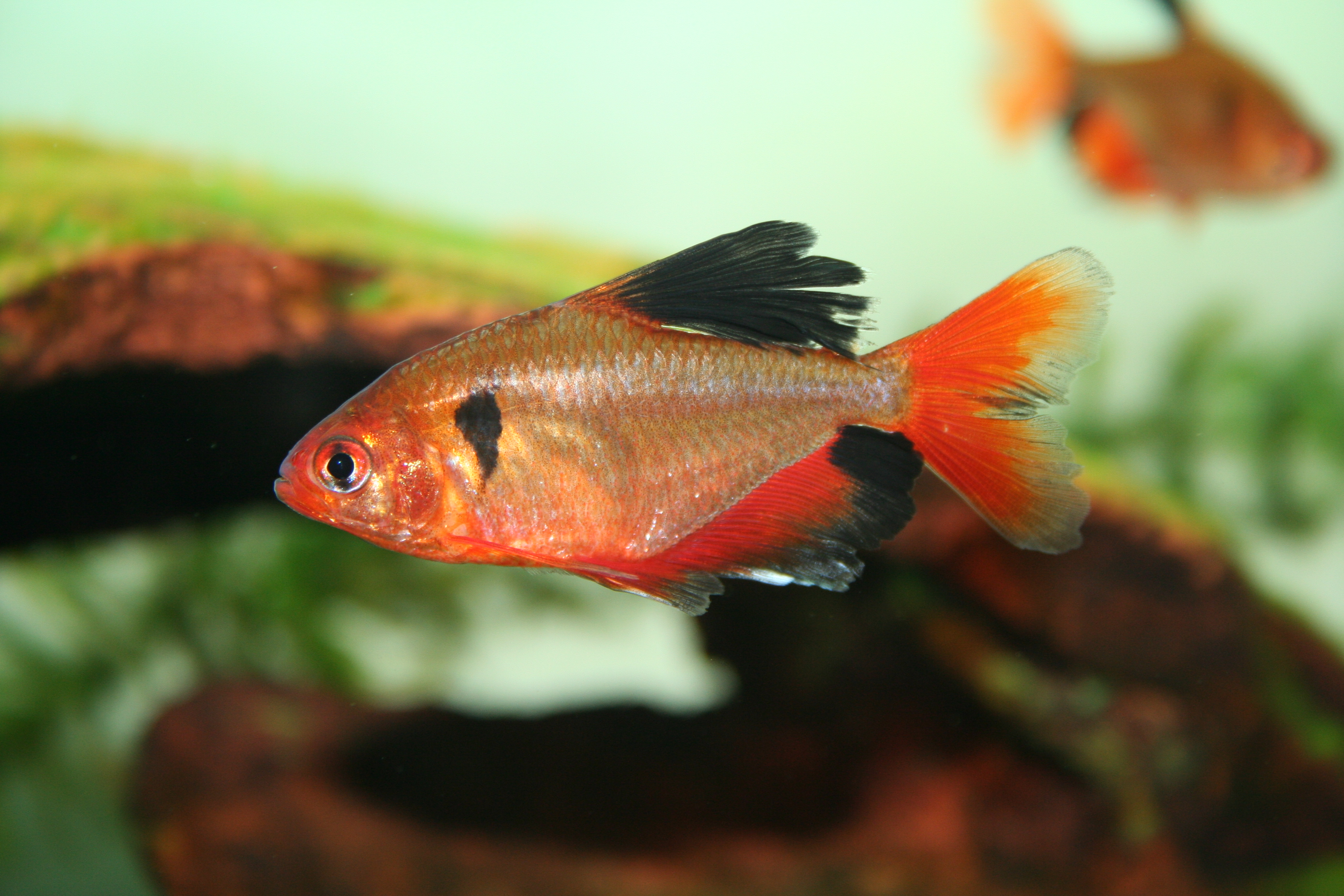
Hyphessobrycon eques

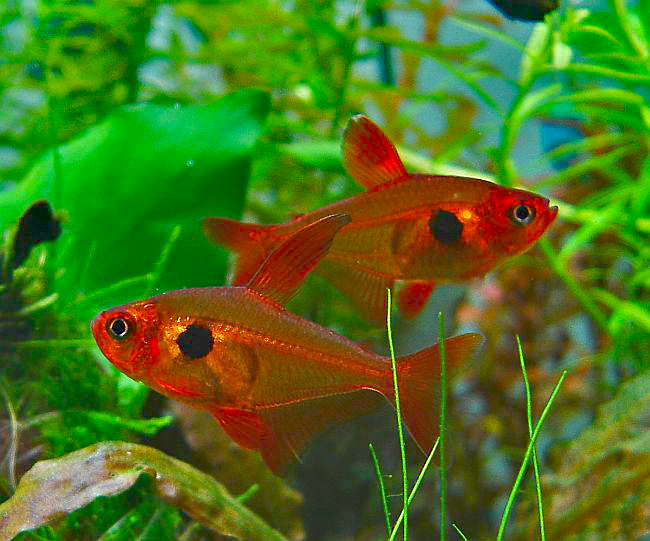
Hyphessobrycon sweglesi

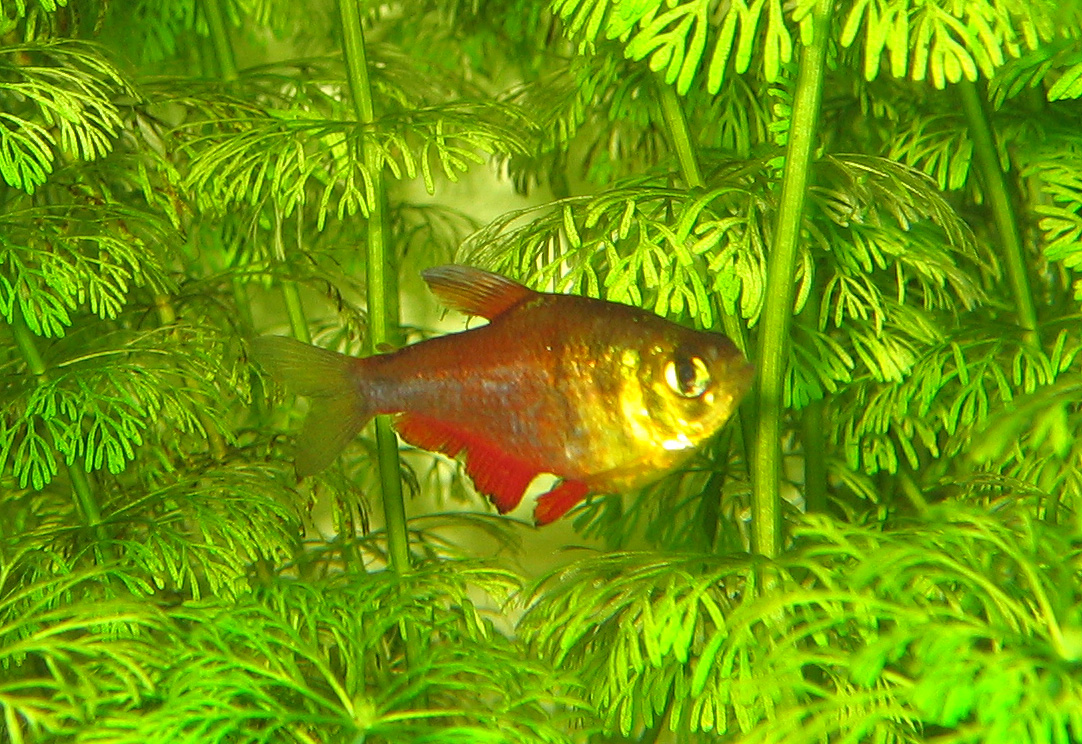
Hyphessobrycon flammeus

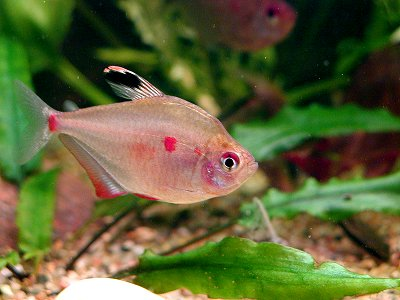
Hyphessobrycon erythrostigma

Hyphessobrycon és un gènere de peixos de la família dels caràcids i de l'ordre dels caraciformes.
En el moment de la fresa, escampen els ous i no protegeixen ni els ous ni els futurs alevins.
Són generalment omnívors i es nodreixen fonamentalment de petits crustacis, insectes, anèl·lids i zooplàncton.
Es troba a Amèrica: des del sud de Mèxic fins a l'Argentina.
Moltes de les seues espècies són populars com a peixos d'aquari.

## Taxonomia
- Hyphessobrycon agulha (Fowler, 1913)[4]
- Hyphessobrycon albolineatum (Fernández-Yépez, 1950)[5]
- Hyphessobrycon amandae (Géry & Uj, 1987)[6]
- Hyphessobrycon amapaensis (Zarske & Géry, 1998)[7]
- Hyphessobrycon anisitsi (Eigenmann, 1907)[8]
- Hyphessobrycon arianae (Uj & Géry, 1989)[9]
- Hyphessobrycon auca (Almirón, Casciotta, Bechara & Ruiz Diaz, 2004)[10]
- Hyphessobrycon axelrodi (Travassos, 1959)[11]
- Hyphessobrycon balbus (Myers, 1927)[12]
- Hyphessobrycon bentosi (Durbin, 1908)[13]
- Hyphessobrycon bifasciatus (Ellis, 1911)[14]
- Hyphessobrycon borealis (Zarske, Le Bail & Géry, 2006)[15]
- Hyphessobrycon boulengeri (Eigenmann, 1907)[8]
- Hyphessobrycon cachimbensis (Travassos, 1964)[16]
- Hyphessobrycon catableptus (Durbin, 1909)[17]
- Hyphessobrycon coelestinus (Myers, 1929)[18]
- Hyphessobrycon columbianus (Zarske & Géry, 2002)[19]
- Hyphessobrycon compressus (Meek, 1904)[20]
- Hyphessobrycon condotensis (Regan, 1913)[21]
- Hyphessobrycon copelandi (Durbin, 1908)[13]
- Hyphessobrycon cyanotaenia (Zarske & Géry, 2006)
- Hyphessobrycon daguae (Eigenmann (ex Hildebrand), 1922)
- Hyphessobrycon diancistrus (Weitzman, 1977)[22]
- Hyphessobrycon duragenys (Ellis, 1911)[14]
- Hyphessobrycon ecuadorensis (Eigenmann, 1915)[23]
- Hyphessobrycon ecuadoriensis (Eigenmann & Henn, 1914)[24]
- Hyphessobrycon eilyos (Lima & Moreira, 2003)[25]
- Hyphessobrycon elachys (Weitzman, 1984)[26]
- Hyphessobrycon eos (Durbin, 1909)[27]
- Hyphessobrycon epicharis (Weitzman & Palmer, 1997)[28]
- Hyphessobrycon eques (Steindachner, 1882)[29]
- Hyphessobrycon erythrostigma (Fowler, 1943)[30]
- Hyphessobrycon fernandezi (Fernández-Yépez, 1972)[31]
- Hyphessobrycon flammeus (Myers, 1924)[32]
- Hyphessobrycon frankei (Zarske & Géry, 1997)[33]
- Hyphessobrycon georgettae (Géry, 1961)[34]
- Hyphessobrycon gracilior (Géry, 1964)[35]
- Hyphessobrycon griemi (Hoedeman, 1957)[36]
- Hyphessobrycon guarani (Mahnert & Géry, 1987)[37]
- Hyphessobrycon hamatus (Bertaco & Malabarba, 2005)[38]
- Hyphessobrycon haraldschultzi (Travassos, 1960)[39]
- Hyphessobrycon hasemani (Fowler, 1913)[4]
- Hyphessobrycon heliacus (Moreira, Landim & Costa, 2002)[40]
- Hyphessobrycon herbertaxelrodi (Géry, 1961)[41]
- Hyphessobrycon heteresthes (Ulrey, 1894)[42]
- Hyphessobrycon heterorhabdus (Ulrey, 1894)[42]
- Hyphessobrycon hexastichos (Bertaco & Carvalho, 2005)[43]
- Hyphessobrycon hildae (Fernández-Yépez, 1950)[44]
- Hyphessobrycon igneus (Miquelarena, Menni, Lopez & Casciotta, 1980)[45]
- Hyphessobrycon iheringi (Fowler, 1941)[46]
- Hyphessobrycon inconstans (Eigenmann & Ogle, 1907)[8]
- Hyphessobrycon isiri (Almirón, Casciotta & Körber, 2006)[47]
- Hyphessobrycon itaparicensis (Lima & Costa, 2001)[48]
- Hyphessobrycon khardinae (Zarske, 2008)[49]
- Hyphessobrycon langeanii (Lima & Moreira, 2003)[25]
- Hyphessobrycon latus (Fowler, 1941)[50]
- Hyphessobrycon loretoensis (Ladiges, 1938)[51]
- Hyphessobrycon loweae (Costa & Géry, 1994)[52]
- Hyphessobrycon luetkenii (Boulenger, 1887)[53]
- Hyphessobrycon maculicauda (Ahl, 1936)[54]
- Hyphessobrycon megalopterus (Eigenmann, 1915)[55]
- Hyphessobrycon melanopleurus (Ellis, 1911)[56]
- Hyphessobrycon melanostichos (Carvalho & Bertaco, 2006)[57]
- Hyphessobrycon melasemeion (Fowler, 1945)[58]
- Hyphessobrycon melazonatus (Durbin, 1908)[13]
- Hyphessobrycon meridionalis (Ringuelet, Miquelarena & Menni, 1978)[59]
- Hyphessobrycon metae (Eigenmann & Henn, 1914)[60]
- Hyphessobrycon micropterus (Eigenmann, 1915)[55]
- Hyphessobrycon milleri (Durbin, 1908)[61]
- Hyphessobrycon minimus (Durbin, 1909)[27]
- Hyphessobrycon minor (Durbin, 1909)[27]
- Hyphessobrycon moniliger (Moreira, Lima & Costa, 2002)[62]
- Hyphessobrycon mutabilis (Costa & Géry, 1994)[52]
- Hyphessobrycon negodagua (Lima & Gerhard, 2001)[63]
- Hyphessobrycon nigricinctus (Zarske & Géry, 2004)[64]
- Hyphessobrycon notidanos (Carvalho & Bertaco, 2006)[57]
- Hyphessobrycon ocasoensis (García-Alzate & Román-Valencia, 2008)[65]
- Hyphessobrycon oritoensis (García-Alzate, Román-Valencia & Taphorn, 2008)[66]
- Hyphessobrycon otrynus (Benine & Lopes, 2008)[67]
- Hyphessobrycon panamensis (Durbin, 1908)[13]
- Hyphessobrycon parvellus (Ellis, 1911)[14]
- Hyphessobrycon paucilepis (García-Alzate, Román-Valencia & Taphorn, 2008)[68]
- Hyphessobrycon peruvianus (Ladiges, 1938)[51]
- Hyphessobrycon piabinhas (Fowler, 1941)[46]
- Hyphessobrycon poecilioides (Eigenmann, 1913)[69]
- Hyphessobrycon procerus (Mahnert & Géry, 1987)[70]
- Hyphessobrycon proteus (Eigenmann, 1913)[69]
- Hyphessobrycon pulchripinnis (Ahl, 1937)[71]
- Hyphessobrycon pyrrhonotus (Burgess, 1993)[72]
- Hyphessobrycon pytai (Géry & Mahnert, 1993)[73]
- Hyphessobrycon reticulatus (Ellis, 1911)[14]
- Hyphessobrycon robustulus (Cope, 1870)[74]
- Hyphessobrycon rosaceus (Durbin, 1909)[27]
- Hyphessobrycon roseus (Géry, 1960)[75]
- Hyphessobrycon rutiliflavidus (Carvalho, Langeani, Miyazawa & Troy, 2008)[76]
- Hyphessobrycon saizi (Géry, 1964)[77]
- Hyphessobrycon santae (Eigenmann, 1907)[8]
- Hyphessobrycon savagei (Bussing, 1967)[78]
- Hyphessobrycon schauenseei (Fowler, 1926)[79]
- Hyphessobrycon scholzei (Ahl, 1937)[80]
- Hyphessobrycon scutulatus (Lucena, 2003)[81]
- Hyphessobrycon simulatus (Géry, 1960)[82]
- Hyphessobrycon socolofi (Weitzman, 1977)[83]
- Hyphessobrycon sovichthys (Schultz, 1944)[84]
- Hyphessobrycon stegemanni (Géry, 1961)[85]
- Hyphessobrycon stramineus (Durbin, 1918)[86]
- Hyphessobrycon sweglesi (Géry, 1961)[41]
- Hyphessobrycon takasei (Géry, 1964)[87]
- Hyphessobrycon taurocephalus (Ellis, 1911)[14]
- Hyphessobrycon tenuis (Géry, 1964)[35]
- Hyphessobrycon togoi (Miquelarena & López, 2006)[88]
- Hyphessobrycon tortuguerae (Böhlke, 1858)[89]
- Hyphessobrycon tropis (Géry, 1963)[90]
- Hyphessobrycon tukunai (Géry, 1965)[91]
- Hyphessobrycon tuyensis (García-Alzate, Román-Valencia & Taphorn, 2008)[92]
- Hyphessobrycon uruguayensis (Fowler, 1943)[93]
- Hyphessobrycon vilmae (Géry, 1966)[94]
- Hyphessobrycon vinaceus (Bertaco, Malabarba & Dergam, 2007)[95]
- Hyphessobrycon wajat (Almiron & Casciotta, 1999)[96]
- Hyphessobrycon weitzmanorum (Lima & Moreira, 2003)[25]
- Hyphessobrycon werneri (Géry & Uj, 1987)[97][1][98][99][100][101][102][103]